# خوي (جغرافية)
الوهدة أو الخُوَيّ هو واد يغلب أن يكون طويلًا وتحده جوانب مقعرة منحدرةً انحدارًا لطيفًا، على عكس الإفجيج الذي تحده منحدرات شديدة الانحدار.